# Xiphorhynchus
Xiphorhynchus is een geslacht uit de familie ovenvogels (Furnariidae). Hoewel hun gedrag sterk lijkt op dat van spechten behoren ze tot een geheel andere orde, die van van de zangvogels.

## Soorten
De volgende soorten behoren tot het geslacht:
- Xiphorhynchus atlanticus – Atlantische muisspecht
- Xiphorhynchus elegans – Druppelmuisspecht
- Xiphorhynchus erythropygius – Gevlekte muisspecht
- Xiphorhynchus flavigaster – Ivoorsnavelmuisspecht
- Xiphorhynchus fuscus – Kleine muisspecht
- Xiphorhynchus guttatus – Geelkeelmuisspecht
  - X. g. guttatoides – Lafresnayes muisspecht
- Xiphorhynchus lachrymosus – Zwartgestreepte muisspecht
- Xiphorhynchus obsoletus – Gestreepte muisspecht
- Xiphorhynchus ocellatus – Amazonemuisspecht
  - X. o. chunchotambo – Tschudi's muisspecht
- Xiphorhynchus pardalotus – Roodkeelmuisspecht
- Xiphorhynchus spixii – Spix' muisspecht
- Xiphorhynchus susurrans – Cocoamuisspecht
- Xiphorhynchus triangularis – Olijfrugmuisspecht